# André Bandrauk
André Dieter Bandrauk (Berlín, 20 de mayo de 1941) es un químico y académico distinguido germano-canadiense que se desempeña como profesor de química teórica en la Universidad de Sherbrooke en Montreal.

## Biografía
Nacido en Berlín durante la Segunda Guerra Mundial, emigró a Canadá con su familia en 1951 y ha estado en la Universidad de Sherbrooke desde 1971. 
Recibió el estatus de miembro de la Sociedad Estadounidense de Física, después de haber sido nominado por su División de Física Atómica, Molecular y Óptica en 2007, por «contribuciones teóricas pioneras para dilucidar intensas interacciones láser con moléculas, incluidas predicciones sobre la existencia de nuevas moléculas y de una ionización molecular mejorada en campos láser intensos, y de la utilidad de los pulsos chirriados para controlar los procesos fotoquímicos».
Fue nombrado Oficial de la Orden de Canadá en 2012.